# دلاور، انتاریو
دلاور، انتاریو (به انگلیسی: دلاور، انتاریو) یک منطقهٔ مسکونی در کانادا است که در لندن، انتاریو واقع شده‌است. دلاور ۹۷٫۲۴ کیلومتر مربع مساحت و ۲٬۵۲۱ نفر جمعیت دارد.